# Station Cambridge
Cambridge is een spoorwegstation van National Rail in Cambridge (Verenigd Koninkrijk). Het is eigendom van Network Rail en wordt beheerd door Greater Anglia. Het station is geopend in 1845 en is Grade II listed.
Een nieuw eilandperron met twee perronsporen is in december 2011 in dienst genomen.

## Treinverbindingen
Treinen worden door CrossCountry, Great Northern en Abellio Greater Anglia gereden.
CrossCountry
- 1x per uur (Intercity) Birmingham - Leicester - Peterborough - Ely - Cambridge - Stansted Airport

Great Northern
- 1x per uur (Sneltrein) London King's Cross - Cambridge
- 1x per uur (Sneltrein) London King's Cross - Cambridge - Ely - King's Lynn
- 1x per uur (Sneltrein) London King's Cross - Stevenage - Hitchin - Royston - Cambridge
- 1x per uur (Stoptrein) London King's Cross - Welwyn Garden City - Stevenage - Hitchin - Royston - Cambridge

Abellio
- 1x per uur (Sneltrein) Cambridge - Stansted Airport
- 1x per uur (Sneltrein) London Liverpool Street - Tottenham Hale - Harlow - Bishops Stortford - Cambridge
- 1x per uur (Stoptrein) London Liverpool Street - Tottenham Hale - Harlow - Bishops Stortford - Cambridge
- 1x per uur (Sneltrein) Cambridge - Ely - Thetford - Norwich
- 1x per uur (Stoptrein) Cambridge - Newmarket - Bury St Edmunds - Stowmarket - Ipswich (- Harwich International)